# Боливия на летних Олимпийских играх 2008
Боливия принимала участие в Летних Олимпийских играх 2008 года в Пекине (Китай) в двенадцатый раз за свою историю, но не завоевала ни одной медали. Сборную страны представляли 7 спортсменов, участвовавших в 5 видах спорта.

## Состав олимпийской команды

### Шоссейный велоспорт
| Спортсмен         | Соревнование              | Время          | Место          |
| ----------------- | ------------------------- | -------------- | -------------- |
| Горасио Галлардоо | Групповая гонка (мужчины) | Не финишировал | Не финишировал |

### Лёгкая атлетика
| Спортсмен        | Соревнование      | Предварительный раунд | Предварительный раунд | Четвертьфиналы | Четвертьфиналы | Полуфиналы | Полуфиналы | Финал     | Финал     |
| Спортсмен        | Соревнование      | Результат             | Место                 | Результат      | Место          | Результат  | Место      | Результат | Место     |
| ---------------- | ----------------- | --------------------- | --------------------- | -------------- | -------------- | ---------- | ---------- | --------- | --------- |
| Фадрике Иглесиас | 800 м (мужчины)   | 1:50,57               | 7                     |                |                | Не прошёл  | Не прошёл  | Не прошёл | Не прошёл |
| Соня Калисайя    | Марафон (женщины) |                       |                       |                |                |            |            | 2:45:53   | 59        |

### Плавание
| Спортсмен             | Соревнование                   | Предварительные заплывы | Предварительные заплывы | Полуфиналы | Полуфиналы | Финал     | Финал     |
| Спортсмен             | Соревнование                   | Результат               | Место                   | Результат  | Место      | Результат | Место     |
| --------------------- | ------------------------------ | ----------------------- | ----------------------- | ---------- | ---------- | --------- | --------- |
| Катерин Морено        | 50 м вольным стилем (женщины)  | 29,05                   | 64                      | Не прошла  | Не прошла  | Не прошла | Не прошла |
| Мигель Анхель Наварро | 100 м вольным стилем (мужчины) | 56,96                   | 63                      | Не прошел  | Не прошел  | Не прошел | Не прошел |

### Стрельба
| Спортсмен    | Соревнование   | Квалификация | Квалификация | Финал     | Финал     |
| Спортсмен    | Соревнование   | Результат    | Место        | Результат | Место     |
| ------------ | -------------- | ------------ | ------------ | --------- | --------- |
| Сезар Меначо | Трап (мужчины) | 106          | 34           | Не прошел | Не прошел |

### Тяжёлая атлетика
| Спортсмен               | Категория       | Масса | Рывок | Толчок | Всего | Место |
| ----------------------- | --------------- | ----- | ----- | ------ | ----- | ----- |
| Мария Тереса Монастерио | 63 кг (женщины) | 62,96 | 63    | 78     | 141   | 17    |